# Eugène Yourassowsky
Eugène Yourassowsky (1930 - 1994) was een Belgisch microbioloog.
Yourassowsky stond aan het hoofd van het departement voor microbiologie van het aan de Université libre de Bruxelles gelieerd universitair ziekenhuis Brugmann te Brussel (Laken).
Hij was auteur van honderden wetenschappelijke artikelen. Na 35 jaar dienst in het Brugmann-ziekenhuis, gaf Yourassowsky, samen met Werner Lambersky, in beperkte genummerde oplage, een kunstboek uit met de titel: 'Les lames nues'.

## Prix Eugène Yourassowsky
Vanaf 1995 en tot op heden wordt door de stichting genoemd naar de wetenschapper, de Fondation Eugène Yourassowsky, een tweejaarlijkse Prix Eugène Yourassowsky toegekend voor verdienstelijk werk aan een Belgisch microbioloog. Laureaten van deze wetenschappelijke onderscheiding waren onder andere Jacques Piette van de Université de Liège, Pierre-Alain Fonteyne van het Instituut voor Tropische Geneeskunde, Surbhi Malhotra-Kumar van de Universiteit Antwerpen en Stefaan Vandecasteele van de Katholieke Universiteit Leuven.